# Jeff Dunham
Jeff Dunham, właśc. Jeffrey William Robinson Dunham (ur. 18 kwietnia 1962 w Dallas w stanie Teksas) – amerykański aktor-lalkarz, brzuchomówca i komik sceniczny z gatunku tzw. stand-up.

## Życiorys
Na koncie ma liczne występy telewizyjne, m.in. w produkcjach emitowanych na kanale Comedy Central oraz w programie The Tonight Show. Jest laureatem wielu nagród, otrzymał m.in. (dwukrotnie) tytuł Brzuchomówcy roku oraz Najlepszego komika scenicznego podczas gali wręczenia American Comedy Award.
Pierwsze DVD z jego występem pt. Arguing with Myself zostało wydane w 2006 roku, drugie pt. Spark of Insanity w 2007 roku, trzecie pt. Jeff Dunhams’ Very Special Christmas Special w 2008 roku, czwarte pt. Controlled Chaos w 2011 roku, a piąte pt. Minding the Monsters w 2012 roku.
W 2009 roku występował na kanale Comedy Central w cyklicznym programie firmowanym jego nazwiskiem pt. The Jeff Dunham Show. Po wyemitowaniu siedmiu odcinków produkcję zakończono.
W 2019 wystąpił w odcinku Zakukłowani! serialu animowanego Scooby Doo i... zgadnij kto? jako on sam (głos).
Wraz z Walterem wystąpił w serialu Słoneczna Sonny w odcinku Hard to Hart.

## Życie prywatne
W latach 1994–2008 był mężem Paige Brown Dunham. Ma trzy córki: Bree, Ashlyn i Kenna. W swoim występie pt. Spark of Insanity z 2007 roku przyznał, że jego córki mają 9, 11 i 15 lat.